# Церковь Владимирской иконы Божией Матери (Нижний Новгород)
Владимирская церковь Канавинской слободы города Нижнего Новгорода — православная церковь, находившаяся в Макарьевской части Нижнего Новгорода, на Владимирской площади в Канавино. Разрушена в 1949 году. На её месте в 1964 году построено здание Нижегородского цирка.

## История
При царе Борисе Годунове во владение нижегородского Свято-Духова монастыря в Нижегородском кремле поступила часть местности за рекой Окой под названием Гривка. Свято-Духов монастырь построил в 1574 году опальный новгородский дворянин, в монашестве Порфирий, сосланный в Нижний Новгород в 1570 году. Этот инок в конце XVI века построил две деревянные церкви на Гривке, одна из которых была летняя, в честь Сретения Владимирской иконы Божией Матери, а другая — зимняя, в честь Успения Богоматери.
В 1734 году, при архиепископе Питириме, на месте одной из этих церквей была построена каменная церковь в честь иконы Божией Матери, а другая, по преданию, существовала до 1814 года и потом из-за ветхости была разобрана. В 1812 году при архиепископе Моисее (Близнецове-Платонове) вместо прежней каменной малопоместительной церкви была построена обширная, с пятью главами и колокольней, и окружена оградой с башнями. Строилась церковь на средства купцов Вологдина и Загибина.
В 1871 году храм сильно пострадал от пожара и был обновлен на средства старосты Д. Н. Бабушкина и прихожан, а в 1878 году тем же Бабушкиным была расширена церковь и надстроена колокольня. В этой церкви издавна было три престола: главный — в честь Владимирской иконы Божией Матери и придельные — во имя Святителя Николая и преподобного Макария Желтоводского.
Староста Д. Н. Бабушкин построил и дом для клира (в 1915 году на церковные деньги был построен второй дом). При домах были каменные службы, а в ограде церкви — каменные лавки.
В приходе церкви имелись две церковно-приходские школы: при Владимирской церкви и при стоящей рядом Спасо-Преображенской церкви. Обе помещались в доме при Владимирской церкви и содержались на средства Епархиального училищного совета, который платил жалование учительницам. В 1916 году в школе обучалось 45 мальчиков и 30 девочек. В приходе числились 851 мужчина и 882 женщины.
По состоянию на 1917 год Владимирская церковь в Канавине находилась на Владимирской площади (в границах улиц Елизаветинской и Владимирской). После революции Владимирская церковь просуществовала до 1935 года.
31 января 1936 года Горьковский облисполком постановил закрыть церковь. Между тем закрытие церкви было осуществлено вопреки существующим на тот момент законам, что было утаено от верующих. В результате Владимирская община, которой только 8 февраля 1936 году было сообщено окончательное решение Облисполкома о ликвидации церкви «как молитвенного здания», пропустила двухнедельный срок обжалования закрытия церкви во ВЦИК.
С января 1936 года храм использовался под столярную мастерскую ОЛАГОМ УНКВД. С 15 февраля 1937 года здание церкви использовалось уже не под мастерскую, а под склад фабрики им. 1 Мая Облпищепрома.
В итоге постановлением исполкома Горьковского Горсовета от 2 августа 1949 года бывшая Владимирская площадь в Канавино отведена под строительство цирка на 2000 мест. И в 1960 году на месте Владимирской церкви было начато строительство здания Нижегородского цирка.